# Kim So-yeon (actrice, 1980)
Pour les articles homonymes, voir Kim So-yeon.
Dans ce nom, le nom de famille, Kim, précède le nom personnel coréen.

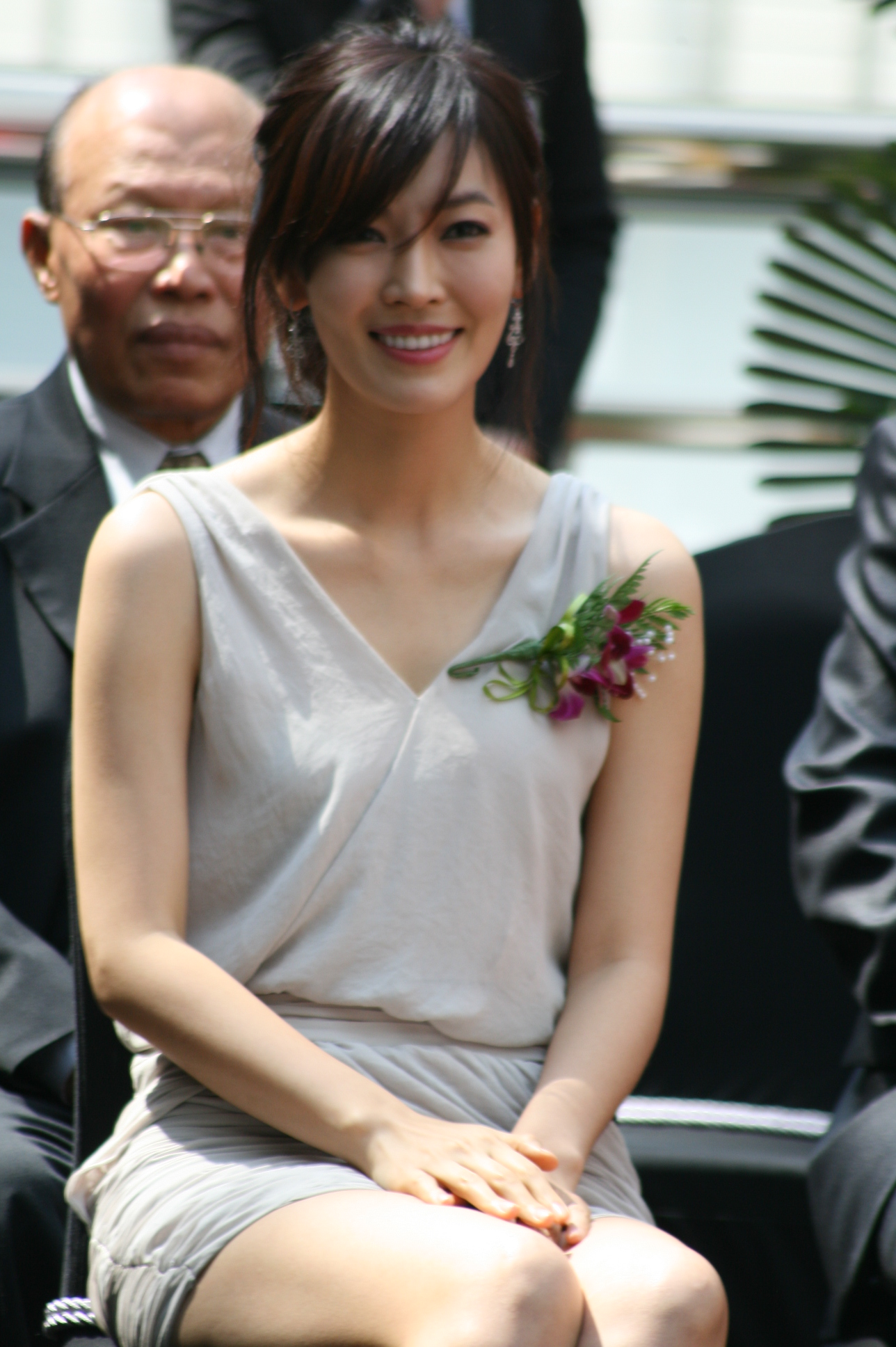
Kim So-yeon at Jewelry Fair Korea Event

Kim So-yeon (hangeul : 김소연, née le 2 novembre 1980 à Séoul) est une actrice sud-coréenne notamment connue à l'étranger pour ses rôles dans les séries télévisées All About Eve et Iris et en France pour le rôle de Luzhu dans le film Seven Swords.

## Carrière
À l'âge de 14 ans, Kim So-yeon participe au concours de beauté Miss Binggrae sans l'approbation de ses parents. Elle n'avait pas de maquillage, alors elle a utilisé un marqueur comme eye-liner et a fini par remporter le premier prix, lançant ainsi sa carrière dans le divertissement. Elle a fait ses débuts avec un rôle dans le drame SBS « Dinosaur Teacher » et a continué à jouer dans des émissions de télévision populaires telles que "Reporting for Duty" (1996) et "Soonpoong Clinic" (1998). Elle a également animé le programme musical Inkigayo et est apparue dans de nombreuses publicités, devenant ainsi la première star adolescente coréenne à gagner plus de 100 millions de won grâce au mannequinat commercial. En raison de son apparence et de son sang-froid surnaturellement matures, elle a souvent joué des rôles plus âgés, notamment celui d'une présentatrice manipulatrice et méchante dans  All About Eve, qui a attiré un taux d'audience maximal de 45,2 % lors de sa diffusion en 2000.
En 2009, la carrière de Kim So-yeon a connu une résurgence avec la série à gros budget Iris. Elle a coupé ses cheveux longs et a travaillé dur sur ses scènes d'action afin d'avoir l'air convaincante dans son rôle d'espion Corée du Nord, suscitant des éloges pour son portrait d'une femme dure en conflit sur sa loyauté envers son pays et son amour pour un agent sud-coréen,.
Elle a joué le rôle principal dans la comédie romantique Prosecutor Princess en 2010 et a montré sa polyvalence en incarnant une procureure débutante inspirée de Legally Blonde qui est initialement plus intéressée par les sorties et le shopping, mais surprend ses collègues par son intelligence et apprend à lutter pour la justice,,. Plus tard dans l'année, elle a joué un médecin rigide dans le drame sportif Dr. Champ.
En 2020, elle a joué dans la série télévisée The Penthouse: War in Life, jouant le rôle d'une célèbre soprano et qui est également directrice d'une école de musique. La série a enregistré une audience maximale de 28,8 % à l'échelle nationale, et a été renouvelé pour 2 saisons supplémentaires. Elle remporte le Prix de la meilleure actrice – Télévision aux 57e Baeksang Arts Awards et le Grand Prix (Daesang) aux 2021 SBS Drama Awards.

## Vie privée
Kim a épousé l'acteur Lee Sang-woo en juin 2017. Leur relation amoureuse a commencé en 2016. Le couple s'est rencontré sur le tournage de la série dramatique du week-end de MBC Happy Home. Ils ont deux enfants.

## Filmographie

### Films
| Année | Film             | Titre Original    | Nom du Rôle         | Rôle      | Notes            |
| ----- | ---------------- | ----------------- | ------------------- | --------- | ---------------- |
| 1996  | Boss             | 일곱개의 숟가락   |                     |           |                  |
| 1997  | Change           | 체인지            | Go Eun Bi           | Principal |                  |
| 2005  | Seven Swords     | 七剑              | Luzhu               | Principal | Film Hongkongais |
| 2007  | The Pictures     |                   | Photographe         |           | Court-métrage    |
| 2010  | IRIS : The Movie | 아이리스: 더 무비 | Kim Seon Hwa        | Principal |                  |
| 2012  | Gabi             | 가비              | Tanya               | Principal |                  |
| 2015  | Love Forecast    | 오늘의 연애       | Ex-copine de Jun Su | Caméo     |                  |

### Séries Télévisés
| Année(s)  | Saison de début | Série                                     | Titre Original                  | Nom du Rôle                    | Rôle       | Chaîne   |
| --------- | --------------- | ----------------------------------------- | ------------------------------- | ------------------------------ | ---------- | -------- |
| 1994      |                 | Dinosaur Teacher                          | 공룡선생                        |                                |            | SBS      |
| 1994      |                 | Daughters of a Rich Family                | 딸 부잣집                       | Hye Ri, fille de Kwon Il Ryung | Secondaire | KBS 2    |
| 1995      |                 | Drama Game "Min-woo vs. Min-woo"          |                                 |                                |            | KBS 2    |
| 1995      | Été             | Drama Game "Their Summer"                 |                                 |                                |            | KBS 2    |
| 1996      |                 | You Can't Stop Mom                        | 엄마는 못말려                   | La Grand Soeur                 |            | SBS      |
| 1996      |                 | Drama Game "Come Back Home"               |                                 | Park Mi Kyung                  |            | KBS 2    |
| 1996      |                 | City Men and Women                        |                                 | Yoo Won Hee                    |            | SBS      |
| 1996      |                 | 1.5                                       |                                 |                                |            | MBC      |
| 1996      | Été             | Yes Sir                                   | 신고합니다                      | Woo Ji Soo                     | Secondaire | KBS 2    |
| 1996      | Automne         | Open Your Heart                           | 가슴을 열어라                   | Jung Yoo Kyung                 | Secondaire | MBC      |
| 1996      | Automne         | Seven Spoons                              | 일곱개의 숟가락                 | Hye Joo                        | Principal  | MBC      |
| 1997-1998 | Printemps       | Because I Really                          | 정 때문에                       | Ha Jung                        | Secondaire | KBS 2    |
| 1997      | Printemps       | Drama Special "Christmas in May"          |                                 |                                |            | KBS 2    |
| 1997      | Été             | Yesterday                                 | 예스터데이                      | Lee Seung Hae                  | Principal  | MBC      |
| 1997      | Hiver           | Friday Night Theater "On Her First Night" |                                 |                                |            | KBS 2    |
| 1998-2000 | Printemps       | Soon Poong Clinic                         | 순풍 산부인과                   | Oh So Yeon                     | Principal  | SBS      |
| 1998      | Printemps       | I Love You, I Love You                    | 사랑해 사랑해                   | Lee Soon Young                 |            | SBS      |
| 1998      | Automne         | Winners                                   | 승부사                          | Kim Seo Joo                    |            | SBS      |
| 1999      |                 | Sunday Best "Pickpocket by Name"          |                                 | Kim Ji Hyun                    |            | KBS 2    |
| 1999      | Printemps       | The Song of Hope                          | 우리는 길 잃은 작은 새를 보았다 | Seo Ga Hee                     | Secondaire | KBS 2    |
| 1999-2000 | Printemps       | Ad Madness                                | 광끼                            | Lee Ye Rin                     | Secondaire | KBS 2    |
| 2000      | Printemps       | All About Eve                             | 이브의 모든것                   | Heo Young Mi                   | Principal  | MBC      |
| 2000-2001 | Automne         | Mothers and Sisters                       | 엄마야 누나야                   | Noh Seung Ri                   | Secondaire | MBC      |
| 2002      | Hiver           | Sunshine                                  | 그 햇살이 나에게                | Kim Yu Woo                     | Principal  | MBC      |
| 2002-2003 | Automne         | Trio                                      | 삼총사                          | Choi Seo Young                 | Secondaire | MBC      |
| 2004      | Hiver           | Shining Days                              | 햇빛 쏟아지다                   |                                | Secondaire | SBS      |
| 2004      | Printemps       | New Human Market                          | 2004 인간시장                   | Hong Si Yeon                   | Principal  | SBS      |
| 2004      | Été             | Just Like a Beautiful Flying Butterfly    | 就像美丽蝴蝶飞                  | Jin Zhi Xiu                    | Principal  | CCTV-3   |
| 2005      | Automne         | Autumn Shower                             | 가을소나기                      | Lee Kyu Eun                    | Principal  | MBC      |
| 2006      | Printemps       | Exhibition of Fireworks                   | 불꽃놀이                        | Sin Na Gyeong, la vraie sœur   | Secondaire | MBC      |
| 2007      | Hiver           | Anhui Merchants                           | 大清徽商                        | Hu Yu Ling                     | Principal  | DTV      |
| 2008      | Printemps       | Gourmet                                   | 식객                            | Yun Ju Hee                     | Secondaire | SBS      |
| 2009      | Automne         | IRIS                                      | 아이리스                        | Kim Seon Hwa                   | Principal  | KBS 2    |
| 2010      | Printemps       | Prosecutor Princess                       | 검사 프린세스                   | Ma Hye Ri                      | Principal  | SBS      |
| 2010      | Automne         | Dr.Champ                                  | 닥터 챔프                       | Kim Yeon Wu                    | Principal  | SBS      |
| 2010-2011 | Automne         | Athena: Goddess of War                    | 아테나 : 전쟁의 여신            | Kim Seon Hwa (ep 17, 19)       | Caméo      | SBS      |
| 2012-2013 | Automne         | The Great Seer                            | 대풍수                          | Hae In                         | Principal  | SBS      |
| 2013      | Hiver           | IRIS 2                                    | 아이리스2                       | Kim Seon Hwa (ep 20)           | Caméo      | KBS 2    |
| 2013      | Été             | Two Weeks                                 | 투윅스                          | Park Jae Gyeong                | Principal  | MBC      |
| 2014      | Hiver           | I Need A Romance 3                        | 로맨스가 필요해 3               | Sin Ju Yeon                    | Principal  | tVN      |
| 2015      | Printemps       | Falling for Innocence                     | 순정에 반하다                   | Kim Sun Jeong                  | Principal  | JTBC     |
| 2015-2016 | Automne         | High-end Crush                            | 고품격 짝사랑                   | Un reporteur TV                | Caméo      | Naver TV |
| 2016      | Hiver           | One More Happy Ending                     | 한번 더 해피엔딩                | Seong Yun (ep 1)               | Caméo      | MBC      |
| 2016      | Hiver           | Happy Home                                | 가화만사성                      | Bong Hae Ryeong                | Principal  | MBC      |
| 2017      | Été             | Borg Mom                                  | 보그맘                          | Na Heung Sin                   | Caméo      | MBC      |
| 2017      | Hiver           | Children of the 20th Century              | 20세기 소년소녀                 | Directrice Kim                 | Caméo      | MBC      |
| 2018      | Printemps       | Secret Mother                             | 시크릿 마더                     | Kim Eun Yeong / Lisa Kim       | Principal  | SBS      |
| 2019      | Hiver           | Mother of Mine                            | 세상에서 제일 착한 내 딸        | Gang Mi Ri                     | Principal  | KBS 2    |
| 2020      | Hiver           | The Penthouse: War in Life                | 펜트하우스                      | Cheon Seo Jin                  | Principal  | SBS      |
| 2023      | Printemps       | Tale of the Nine Tailed 1938              | 구미호뎐 1938                   | Ryu Hong-joo                   | Principal  | tvN      |
| 2024      | Automne         | Les Vertus de la vente                    | 정숙한 세일즈                   | Han Jeong-suk                  | Principal  | JTBC     |

### Clips apparitions
| Année | Artist        | Clip                |
| ----- | ------------- | ------------------- |
| 1996  | Lee JI Hoon   | "Why Is the Sky"    |
| 1996  | Jung Jae Wook | "Beautiful Goodbye" |
| 1998  | Sa Joon       | "Endless Sorrow"    |
| 2008  | KMC           | "Classic"           |
| 2008  | KMC           | "Diary of a Day"    |
| 2008  | KMC           | "Fluttering"        |

## Émissions de Variété

### en tant que présentatrice ou membre permanente
| Année     | Émission                                    | Titre Original  | Apparitions       | Chaîne |
| --------- | ------------------------------------------- | --------------- | ----------------- | ------ |
| 1997      | Inkigayo (Popular Music) Best 50            |                 | Présentatrice     | MBC    |
| 1998-2000 | SBS Popular Music                           |                 | Présentatrice     | SBS    |
| 2009      | KBS Drama Adwards                           | KBS 연기대상    | Présentatrice     | KBS 2  |
| 2014      | Real Men: Female Soldier Special - Season 1 | 진짜 사나이     | Membre Permanente | MBC    |
| 2015      | We Got Married - Season 4                   | 우리 결혼했어요 | Membre Permanente | MBC    |

### en tant qu'invitée
| Année | Émission                | Titre Original | Apparitions                                             | Chaîne |
| ----- | ----------------------- | -------------- | ------------------------------------------------------- | ------ |
| 2008  | Happy Together Season 3 | 해피투게더     | Épisode 75 (le 4 décembre)                              | KBS 2  |
| 2009  | Happy Together Season 3 | 해피투게더     | Épisode 123 (le 12 novembre)                            | KBS 2  |
| 2010  | Strong Heart            | 강심장         | Épisode 45 (le 28 septembre), Épisode 46 (le 5 octobre) | SBS    |

## Récompenses et nominations
| Année | Prix                                | Catégorie                                                            | Nomination                   | Résultat   | Réf.   |
| ----- | ----------------------------------- | -------------------------------------------------------------------- | ---------------------------- | ---------- | ------ |
| 2000  | 19e MBC Drama Awards                | Choix du public : personnage favori (Actrice)                        | All About Eve                | Lauréat    |        |
| 2008  | 16e SBS Drama Awards                | Prix d'Excellence pour un personnage secondaire (Special Drama)      | Gourmet                      | Lauréat    | [ 16 ] |
| 2009  | 23e KBS Drama Awards                | Prix de Popularité (Actrice)                                         | IRIS                         | Lauréat    | [ 17 ] |
| 2010  | 18e SBS Drama Awards                | Top 10 Star                                                          | Prosecutor Princess Dr.Champ | Lauréat    | [ 18 ] |
| 2013  | 2e APAN Star Awards                 | Prix d'Excellence (Actrice)                                          | Two Weeks                    | Lauréat    | [ 19 ] |
| 2013  | 32e MBC Drama Awards                | Prix d'Excellence, Actrice dans une mini-série                       | Two Weeks                    | Nomination | [ 20 ] |
| 2013  | 6e Herald-Donga TV Lifestyle Awards | Prix du Meilleur Style                                               | NC                           | Lauréat    | [ 21 ] |
| 2016  | 5e APAN Star Awards                 | Prix de Top Excellence, Actrice dans une série                       | Happy Home                   | Lauréat    | [ 22 ] |
| 2016  | 9e Korea Drama Awards               | Grand Prize (Daesang)                                                | Happy Home                   | Lauréat    | [ 23 ] |
| 2016  | 9e Korea Drama Awards               | Star de l'Année                                                      | Happy Home                   | Lauréat    | [ 23 ] |
| 2016  | 35e MBC Drama Awards                | Prix de Top Excellence, Actrice dans une série                       | Happy Home                   | Lauréat    | [ 24 ] |
| 2018  | 36e SBS Drama Awards                | Prix d'Excellence, Actrice dans un Drama quotidien de fin de semaine | Secret Mother                | Lauréat    | [ 25 ] |
| 2020  | 38e SBS Drama Awards                | Prix d'Excellence, Actrice dans un Drama                             | The Penthouse: War in Life   | Lauréat    | [ 25 ] |